# آن وج‌ورث
آن وج‌ورث (به انگلیسی: Ann Wedgeworth) (زاده ۲۱ ژانویهٔ ۱۹۳۴) بازیگر آمریکایی است.
از فیلم‌های معروف او می‌توان به بازی در فیلم جنایت در کاتمونت، طبل را آهسته، ماگنولیاهای فولادی، تمام جهان پهناور، عشق و ای ۴۵، یک عشق تابستانی، شمال دور، داستان ببر و بدون عشق‌بازی کوچک اشاره کرد.